# Chanson de Guillaume
La Chanson de Guillaume o Chançun de Willame (in italiano: "Canzone di Guglielmo") è una chanson de geste della prima metà del XII secolo (c.1140), anche se la prima parte del poema potrebbe risalire all'XI secolo; assieme alla Chanson de Roland e Gormont et Isembart, è considerata una delle tre chansons de geste la cui composizione è sicuramente databile a prima del 1150. Il lavoro è generalmente considerato come costituito da due parti distinte: la prima racconta di Guglielmo d'Orange, suo nipote Vivien e il giovane fratello Gui di quest'ultimo, le loro varie battaglie con i saraceni a L'Archamp. Nella seconda metà del poema (dopo il verso 1200), Guillaume è aiutato da Rainouard, un gigante.
Il poema è costituito da 3.553 versi in lasse assonanzate; la maggior parte dei versi sono decasillabi, ma vi sono anche dei più brevi senari. Il poema esiste in una sola copia manoscritta del XIII secolo, scritta in anglo-normanno, venuta alla luce soltanto nel 1901 quando vennero messi in vendita i libri di Sir Henry Hope Edwardes. Il manoscritto venne acquisito dalla British Library (British Library, Additional 38.663).
Essa è l'unica chanson de geste riguardante le gesta di Guglielmo d'Orange che, nel XIII secolo, non è stata inclusa nelle collezioni cicliche di chansons de geste generalmente denominate Gesta di Guillaume d'Orange.
Gran parte del materiale del poema (in particolare la seconda metà) è stato ampliato e adattato dalla più tarda chanson de geste Aliscans.
La chanson sembra basata sulle gesta della battaglia di Guglielmo di Gellone sul fiume Orbieu, o Orbiel, vicino Carcassonne nel 793.